# Sarah Ewing Hall
Sarah Ewing Hall (ur. 30 października 1761 w Filadelfii, zm. 8 kwietnia 1830 tamże) – poetka amerykańska. 

## Życiorys
Jej rodzicami byli pastor John Ewing i Hannah Sergeant Ewing. Nauki pobierała w domu. W 1782 wyszła za mąż za Johna Halla, syna bogatego plantatora z Marylandu. Miała z nim jedenaścioro dzieci. Przez osiem następnych lat mieszkali nad Susquehanną w miejscowości Octorara w Cecil County. John Hall był urzędnikiem państwowym. Zmarł w 1826. Sarah Ewing Hall zmarła w 1830. 

## Twórczość
Sarah Ewing Hall pisała wiersze liryczne. Jest autorką między innymi utworu Life: Suggested By A Summer Evening. Wydała też tom Conversations on the Bible (1818).